# São Martinho de Árvore
São Martinho de Árvore é uma povoação portuguesa do Município de Coimbra que foi sede da extinta Freguesia de São Martinho de Árvore, freguesia que tinha 4,6 km² de área e 1 033 habitantes (2011), e, por isso, uma densidade populacional de 224,6 hab/km².
A Freguesia de São Martinho de Árvore foi extinta, em 2013, no âmbito de uma reforma administrativa nacional, tendo sido agregada à Freguesia de Lamarosa, para formar uma nova freguesia denominada União das Freguesias de São Martinho de Árvore e Lamarosa, com a sede em Lamarosa.
Conhecida também apenas por Árvore, esta freguesia integrou o concelho de Tentúgal, até 31 de Dezembro de 1853, data da extinção deste, após o que transitou para o concelho (atual município) de Coimbra.

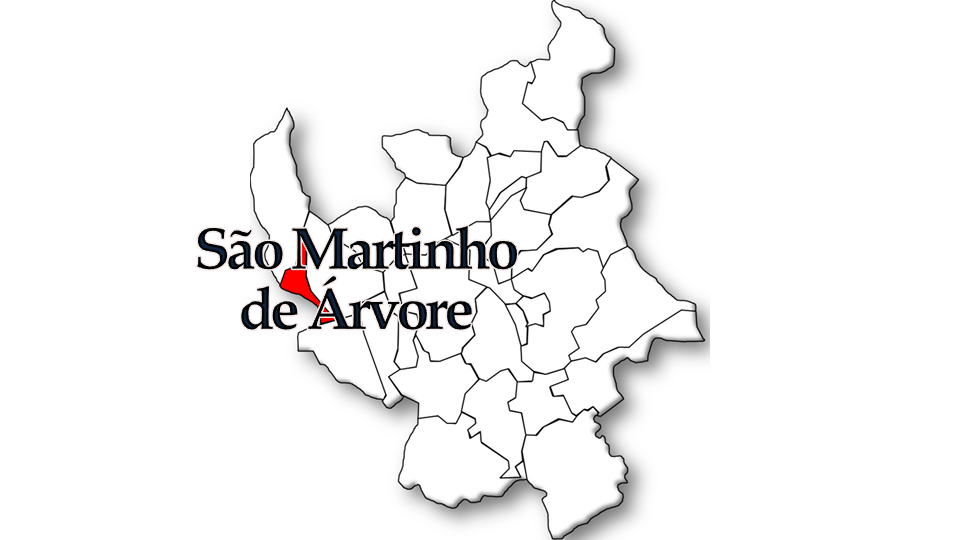
Localização no Município de Coimbra

## População

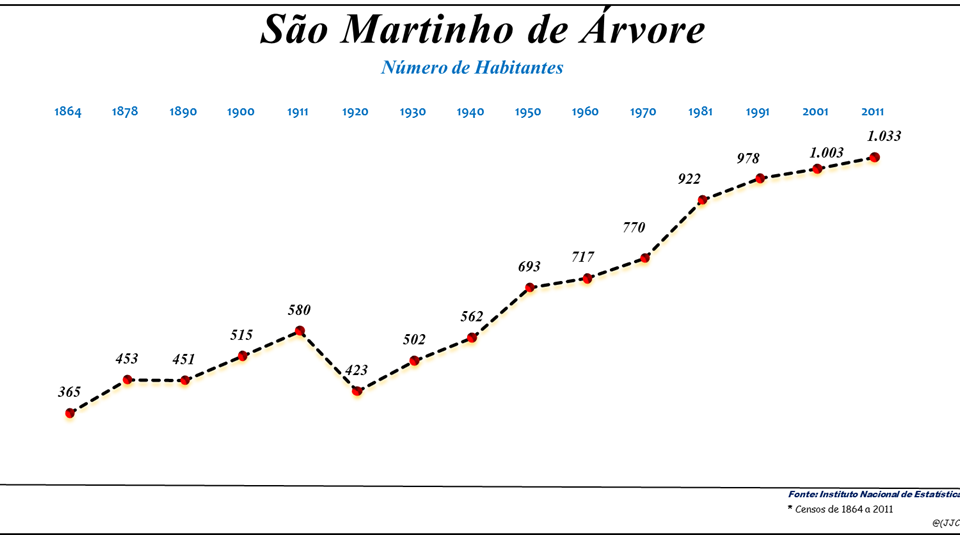
Evolução da População (1864 / 2011)

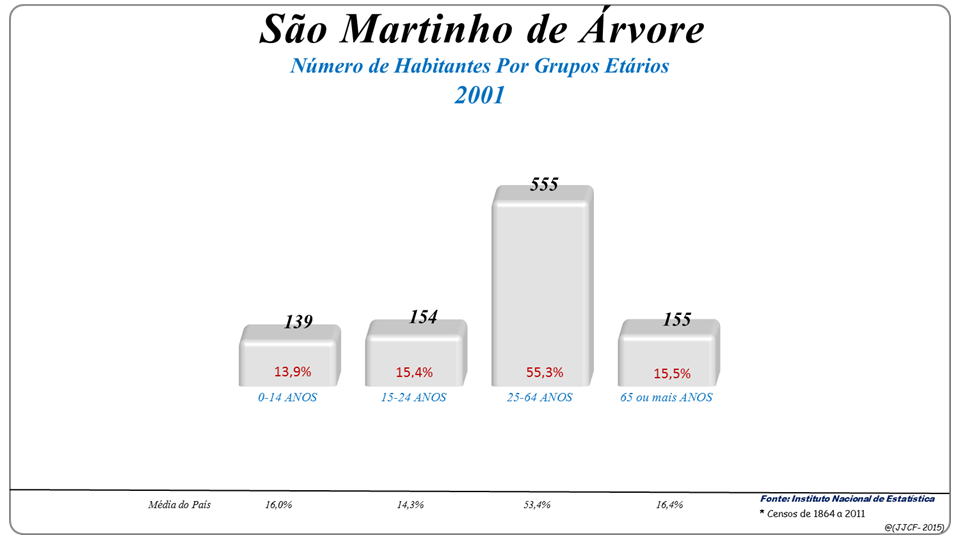
Grupos Etários (2001 e 2011)

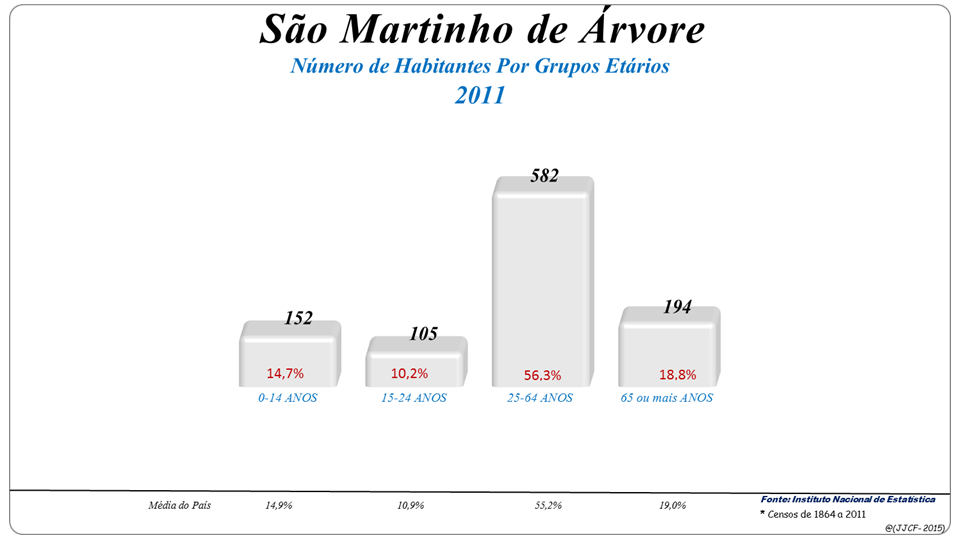
Grupos Etários (2001 e 2011)

| População da freguesia de São Martinho de Árvore | População da freguesia de São Martinho de Árvore | População da freguesia de São Martinho de Árvore | População da freguesia de São Martinho de Árvore | População da freguesia de São Martinho de Árvore | População da freguesia de São Martinho de Árvore | População da freguesia de São Martinho de Árvore | População da freguesia de São Martinho de Árvore | População da freguesia de São Martinho de Árvore | População da freguesia de São Martinho de Árvore | População da freguesia de São Martinho de Árvore | População da freguesia de São Martinho de Árvore | População da freguesia de São Martinho de Árvore | População da freguesia de São Martinho de Árvore | População da freguesia de São Martinho de Árvore |
| ------------------------------------------------ | ------------------------------------------------ | ------------------------------------------------ | ------------------------------------------------ | ------------------------------------------------ | ------------------------------------------------ | ------------------------------------------------ | ------------------------------------------------ | ------------------------------------------------ | ------------------------------------------------ | ------------------------------------------------ | ------------------------------------------------ | ------------------------------------------------ | ------------------------------------------------ | ------------------------------------------------ |
| 1864                                             | 1878                                             | 1890                                             | 1900                                             | 1911                                             | 1920                                             | 1930                                             | 1940                                             | 1950                                             | 1960                                             | 1970                                             | 1981                                             | 1991                                             | 2001                                             | 2011                                             |
| 365                                              | 453                                              | 451                                              | 515                                              | 580                                              | 423                                              | 502                                              | 562                                              | 693                                              | 717                                              | 770                                              | 922                                              | 978                                              | 1 003                                            | 1 033                                            |

## Património
- Capelas de São Sebastião e de Santo António
- Casas dos Mouras e de Buenos Aires
- Mosteiro de Sandelgas
- Praia fluvial no rio Mondego